# 運輸安全委員会
運輸安全委員会（うんゆあんぜんいいんかい、英: Japan Transport Safety Board、略称: JTSB）は、日本の行政機関のひとつ。航空事故・鉄道事故・船舶事故または重大インシデントの原因究明調査を行い、調査結果に基づき国土交通大臣または原因関係者に対し必要な施策・措置の実施を求め、事故防止及び被害軽減を図ることを目的として設置された国土交通省の外局である。
従前の航空・鉄道事故調査委員会と海難審判庁の調査部門を改組・統合し、独立行政委員会として2008年10月1日に設置された。設置法は運輸安全委員会設置法である。

## 発足の経緯
2007年8月、国土交通省は運輸安全委員会の新設を総務省行政管理局に要求、同年12月に国土交通大臣と総務大臣との折衝により設置が合意されたもので、2008年1月29日、第169回国会（常会）に関連法案を提出、4月25日に参議院で可決成立し、10月1日に運輸安全委員会が発足した。
母体となった航空・鉄道事故調査委員会は国家行政組織法第8条に基づくいわゆる八条委員会たる審議会等で、委員長や委員の任命が両議院の同意人事であり事務局も置かれるなど一定の独立性があった。しかし、従来の航空・鉄道事故調査委員会では、職員の任命権が国土交通大臣にあり、事故原因に関する直接の勧告権もないなど問題点が指摘されていた。改組後の運輸安全委員会は国家行政組織法第3条に基づく外局であるいわゆる三条委員会となり、独自の人事管理権が認められたほか、事故原因の関係者となった私企業に対しても直接勧告できるなど権限等が強化された。また、従前の海難審判庁の機能のうち、懲戒のための対審方式による審判については、新設された海難審判所が引き継いだ。海難審判所は当初の構想では、運輸安全委員会に付属することを予定していたが、その後方針を変更し、運輸安全委員会とは別系統の、国土交通省に直属する特別の機関となった。

## 調査

### 調査対象

#### 航空事故等
- 航空機の墜落、衝突又は火災
- 航空機による人の死傷又は物件の損壊
- 航空機内にある者の死亡（自然死等を除く）又は行方不明
- 航行中の航空機が損傷を受けた事態
- 重大インシデント（事故が発生するおそれがあると認められる事態）

#### 鉄道事故等
- 列車衝突事故
- 列車脱線事故
- 列車火災事故
- その他の事故
  - 乗客、乗務員等に死亡者を生じたもの
  - 5人以上の死傷を生じたもの
  - 鉄道係員の取扱い誤り又は車両若しくは鉄道施設の故障、損傷、破壊等に原因があるおそれがあると認められるものであって、死亡者を生じたもの
  - 特に異例のもの
- 重大インシデント（事故が発生するおそれがあると認められる事態）

#### 船舶事故等
- 船舶の運用に関連した船舶又は船舶以外の施設の損傷
- 船舶の構造、設備又は運用に関連した人の死傷
- 重大インシデント（事故が発生するおそれがあると認められる事態）

### 刑事手続の捜査との関係
事故発生時、運輸安全委員会は技術的な観点からの事故の原因究明と再発防止を目的とする調査を行うが、これに並行して警察機関は法令的な観点から原因を究明する捜査活動を行うことがある。そのため関係者からの事情聴取や現場の証拠の調査などの調整が必要であるため、事故調査と犯罪捜査の実施について両者で覚書の形式で取り決めが行われる。日本では原則として事故現場の保存や関係物件の押収・留置は警察において行うことになっている。
事故調査の報告書を刑事手続に利用することの是非について議論がある。日本も加盟・批准しているシカゴ条約第13付属書3.1条は「事故又はインシデント調査の唯一の目的は、将来の事故又はインシデントの防止である。罪や責任を課するのが調査活動の目的ではない」と刑事手続と事故調査を明確に区別し、事故関係者が責任追及をおそれて自らに不利な証言を控えるようになると原因究明に支障をきたすことから、事故調査によって得られた口述等を事故調査以外の目的に利用することを禁じている。しかし、日本では裁判過程での事故調査報告書の利用は完全には排除されておらず、その点で関係者の証言に萎縮効果をもたらすことを危惧する意見もある。
一方であくまで調査は技術的な観点からの事故・インシデントの原因究明を主目的としているため、最終的に公表される報告書の冒頭には「事故及び事故に伴い発生した被害の原因を究明し、事故の防止及び被害の軽減に寄与することを目的として行なわれたものであり、事故の責任を問うために行われたものではない。」と明記される。

## 組織

### 委員会
- 委員長（常勤1人）
- 委員（常勤7人、非常勤5人）
  - 委員長及び委員は両議院の同意を得て、国土交通大臣が任命する[6]。任期は3年で再任可能。任期満了後も後任者の任命までは職務を行う[7]。
  - 航空事業、鉄道事業、海運・港湾事業に従事する者は委員長又は委員になることはできない[8]。
  - 特別職公務員[9]で、国家公務員法の適用を受けない[10]。
  - 運輸安全委設置法第12条第1項には守秘義務が規定されているが、国家公務員法にある守秘義務違反の罰則規定はない[11]が、その後改正はされていない。
  - 事故原因に関係があるおそれのある者と密接な関係を有すると認めるときは当該事故等に関する調査に従事させたり会議に出席させてはならない。
  - 委員会は学識経験者から非常勤の専門委員をおくことができる[12]。
  - 委員会は事故調査を独立行政法人や民間組織などに委託することができる[13][14]。

### 事務局
運輸安全委員会の内部組織は、法律の運輸安全委員会設置法、政令の国土交通省組織令および省令の運輸安全委員会事務局組織規則が階層的に規定している。
- 事務局長
  - 審議官
    - 総務課
      - 国際渉外室
      - 広報室
      - 会計室
      - 企画官

    - 参事官
      - 事故防止分析官
      - 事故調査調整官（9人）

  - 首席航空事故調査官
    - 次席航空事故調査官（3人）
      - 統括航空事故調査官（4人）

  - 首席鉄道事故調査官
    - 次席鉄道事故調査官（2人）
      - 統括鉄道事故調査官（2人）

  - 首席船舶事故調査官
    - 次席船舶事故調査官（4人）
      - 統括船舶事故調査官（5人）

  - 首席地方事故調査官（4人）
    - 次席地方事故調査官（7人）
      - 統括地方事故調査官（15人）

首席地方事故調査官、次席地方事故調査官および統括地方事故調査官は函館、仙台、横浜、神戸、広島、門司、長崎、那覇に配置。

### 地方事務所
地方海難審判所（那覇支所を含む）の所在地に対応して事務所を設置し、横浜、神戸、広島、門司の各事務所の所長には首席地方事故調査官を充て、函館、仙台、長崎の各事務所の所長には次席地方事故調査官を充て、那覇事務所長には統括地方事故調査官を充てる。
これらの地方事務所は組織法令上の正式な組織ではなく通称であり、組織法令は、各地方事故調査官を地域ごと置くとなっている。
地方事故調査官は、旅客の死亡を伴うなどの重大な船舶事故等以外を扱うほか、航空事故等と鉄道事故等についても初動調査を扱う。

## 歴代委員長
- 前身の航空事故調査委員会委員長及び航空・鉄道事故調査委員会委員長も含めて記載。
- 前身も含め委員長の任期は3年で再任可能。同一人の連続再任は個別の代数として記載。
- 退任日に付した（願）は任期途中の依願退任を、（亡）は在任中死亡を、（法）は法令改正による官職名等の変更を表す。（続）は後任者未定のため任期満了者が引き続き職務を行ったことを表す（本来の任期満了日を付記）。これらの括弧書きがないものは後任者未定による継続在任のない通常の任期満了を表す。
- 1974年3月2日の守屋富次郎の死亡時から同年6月1日の岡田實の任命時までの間は、委員長職は空席となった。このときは第72回国会（常会）の会期中であったため、当時の航空事故調査委員会設置法第6条第2項の規定（いわゆる閉会中任命）は適用されなかった。
- 1977年1月10日の任期満了の翌日（1月11日）から同年2月22日の岡田實の再任命時までの間は、委員長職は空席となった。当時の航空事故調査委員会設置法第7条には、後任者未定の場合に任期満了者が引き続き在任する旨の規定はなかった。
- 2001年10月1日の委員会名称・委員長官職名の変更は法令の一部改正によって行われており、委員長について両議院の再度の同意手続も新たな辞令の発出も「みなし任命」規定もなく任期が継続しているため、この表での代数は更改しない。
- 2008年10月1日の委員会名称・委員長官職名の変更は法令の一部改正によって行われており、委員長について両議院の再度の同意手続も新たな辞令の発出もなかったが、国土交通省設置法等の一部を改正する法律（平成20年法律第26号）附則第3条第1項前段の規定により「みなし任命」が適用され、組織としてもいわゆる八条委員会から三条委員会への「格上げ」がなされているため、この表での代数の起算を改める。なお、初代の任期は同項後段の規定により（3年間でなく）旧委員長の残任期間と同一とされ、2010年2月21日満了となっている。

| 代                             | 氏名       | 在任期間                                       | 主な前職                                               |
| ------------------------------ | ---------- | ---------------------------------------------- | ------------------------------------------------------ |
| 航空事故調査委員会委員長       |            |                                                |                                                        |
| 1                              | 守屋富次郎 | 1974年1月11日 - 1974年3月2日（亡）             | 東京大学教授、防衛大学校教授、技術研究本部長           |
| 2                              | 岡田實     | 1974年6月1日 - 1977年1月10日                   | 工学院大学学長、航空事故調査委員会委員                 |
| 3                              | 岡田實     | 1977年2月22日 - 1980年2月21日                  | 工学院大学学長、航空事故調査委員会委員                 |
| 4                              | 八田桂三   | 1980年2月22日 - 1983年2月21日                  | 東京大学宇宙航空研究所長、航空事故調査委員会委員       |
| 5                              | 八田桂三   | 1983年2月22日 - 1985年10月9日（願）            | 東京大学宇宙航空研究所長、航空事故調査委員会委員       |
| 6                              | 武田峻     | 1985年10月9日 - 1986年2月21日                  | 航空宇宙技術研究所長                                   |
| 7                              | 武田峻     | 1986年2月22日 - 1989年2月21日                  | 航空宇宙技術研究所長                                   |
| 8                              | 武田峻     | 1989年2月22日 - 1992年2月21日                  | 航空宇宙技術研究所長                                   |
| 9                              | 竹内和之   | 1992年2月22日 - 1995年2月21日                  | 航空宇宙技術研究所長、航空事故調査委員会委員           |
| 10                             | 竹内和之   | 1995年2月22日 - 1998年2月21日                  | 航空宇宙技術研究所長、航空事故調査委員会委員           |
| 11                             | 相原康彦   | 1998年2月22日 - 2001年2月21日                  | 東京大学教授                                           |
| 12                             | 佐藤淳造   | 2001年2月22日 - 2001年9月30日（法）            | 東京大学教授                                           |
| 航空・鉄道事故調査委員会委員長 |            |                                                |                                                        |
| 12                             | 佐藤淳造   | 2001年10月1日 - 2004年2月21日                  | （前掲）                                               |
| 13                             | 佐藤淳造   | 2004年2月22日 - 2007年2月21日                  | （前掲）                                               |
| 14                             | 後藤昇弘   | 2007年2月22日 - 2008年9月30日（法）            | 九州大学大学院教授                                     |
| 運輸安全委員会委員長           |            |                                                |                                                        |
| 1                              | 後藤昇弘   | 2008年10月1日 - 2010年2月21日                  | （前掲）                                               |
| 2                              | 後藤昇弘   | 2010年2月22日 - 2013年2月27日（続）（2月21日） | （前掲）                                               |
| 3                              | 後藤昇弘   | 2013年2月27日 - 2016年2月26日                  | （前掲）                                               |
| 4                              | 中橋和博   | 2016年2月27日 - 2019年3月31日（続）（2月26日） | 宇宙航空研究開発機構理事                               |
| 5                              | 武田展雄   | 2019年4月1日 - 2025年3月31日                   | 東京大学副学長・東京大学大学院新領域創成科学研究科教授 |
| 6                              | 李家賢一   | 2025年3月31日 - 現職                           | 東京大学大学院工学系研究科教授                         |

## 委員長および委員
委員長および委員は以下のとおりである。
- 委員長：武田展雄
- 委員：早田久子（元東京地方裁判所判事）
- 委員：島村淳（元日本航空（JAL）安全推進本部 フェロー）
- 委員：丸井祐一（元全日本空輸（ANA）安全推進センター 副センター長）
- 委員：奥村文直（元公益財団法人鉄道総合技術研究所（JR総研）理事）
- 委員：石田弘明（元明星大学 理工学部総合理工学科 教授）
- 委員：伊藤裕康（元海上保安庁海上保安監・一般財団法人海上災害防止センター元理事長）
- 委員：上野道雄（元国立研究開発法人海上･港湾･航空技術研究所 海上技術安全研究所 特別研究主幹）
- 委員（非常勤）：中西美和（慶應義塾大学 理工学部管理工学科 教授（現職））
- 委員（非常勤）：津田宏果（国立研究開発法人宇宙航空研究開発機構（JAXA） 航空技術部門飛行技術研究ユニット主任研究開発員（現職））
- 委員（非常勤）：鈴木美緒（東海大学 工学部土木工学科准教授（現職））
- 委員（非常勤）：新妻実保子（中央大学 理工学部精密機械工学科教授（現職））
- 委員（非常勤）：岡本満喜子（弁護士・関西大学 社会安全学部准教授（現職））

## 所管法人、財政および職員
国土交通省の該当の項を参照

## 事務局の幹部
事務局の幹部は以下のとおりである。
- 事務局長：高橋広治
- 審議官：飯塚秋成
- 総務課長：中井智洋
- 参事官：佐野裕一
- 首席航空事故調査官：湊孝一
- 首席鉄道事故調査官：竹島晃
- 首席船舶事故調査官：水間貴勝